# 시글로 XXI역
시글로 XXI 역(스페인어: Siglo XXI →21세기)은 마드리드 경전철 3호선의 역이다. 마드리드 지방 보아디야델몬테 시의 시글로 XXI 대로에 위치해 있다. 요금구역상으로는 B2구역에 속한다.

## 역사
2007년 7월 27일 마드리드 경전철 3호선의 개통과 함께 문을 열었다.

## 환승 정보
역 주변에 버스 정류장이 두 곳 있다.
버스
- 보아디야델몬테 시내버스
  - 1번 노선 (주간)
- 시외버스
  - 571, 573, 574, 575번 노선 (주간)
  - N905번 노선 (야간)

경전철
| 마드리드 경전철             | 마드리드 경전철       | 마드리드 경전철                       |
| --------------------------- | --------------------- | ------------------------------------- |
| 누에보 문도 콜로니아 하르딘 | 마드리드 경전철 3호선 | 인판테 돈 루이스 푸에르타 데 보아디야 |